# أدريان أنيت
أدريان أنيت (مواليد 15 نوفمبر 1908) هو ملاكم بلجيكي، مثّل بلاده في الألعاب الأولمبية الصيفية 1928.

## وصلات خارجية
أدريان أنيت على موقع بوكس ريك (الإنجليزية) (registration required)
- أدريان أنيت على موقع أوليمبيديا (الإنجليزية)